# Teoría de categorías

Una categoría con objetos X,Y,Z y morfismos f, g, y g∘f.

La teoría de categorías es un estudio matemático que trata de axiomatizar de forma abstracta diversas estructuras matemáticas como una sola, mediante el uso de objetos y morfismos. Al mismo tiempo, trata de mostrar una nueva forma de ver las matemáticas sin incluir las nociones de elementos, pertenencia, entre otras.

## Historia
La teoría de categorías fue introducida en topología algebraica, por Samuel Eilenberg y Saunders Mac Lane en 1942, como un paso crucial para la transición desde homología a teoría de la homología. Stanislaw Ulam afirma que existían ideas parecidas en la escuela polaca de los años 1930.
Los desarrollos subsiguientes de la teoría fueron impulsados por las necesidades computacionales del álgebra homológica y más tarde por las necesidades axiomáticas de la geometría algebraica.Introducción al álgebra abstracta". La teoría general -cierta actualización del álgebra universal con muchas características nuevas que daban pie a una cierta flexibilidad en semántica y lógicas de orden superior- vino más tarde.
Estas aplicaciones de categorías en el campo de los fundamentos están siendo trabajadas en bastante detalle y no solamente en matemáticas. Existen matemáticos como William Lawvere que trabajan en la física, existen físicos trabajando en n-categorías, John Baez. 
La Lógica Categórica es ahora un campo bien definido basado en la teoría de tipos para la Lógica intuicionista, con aplicaciones a la teoría de la programación funcional y la teoría de dominios, todas enmarcadas en una categoría cartesianamente cerrada como descripciones no sintácticas del cálculo lambda. El uso del lenguaje de la teoría de las categorías le permite a uno aclarar qué tienen exactamente en común todas estas áreas.

### Relación filosófica
Se elige el término categoría de Aristóteles pero en el sentido de Kant con la intención de asociarlo a una forma pura pero en el contexto exclusivamente matemático, es decir, sin efectos fuera de las matemáticas.

## Funtores
Con el concepto de categoría se pretende capturar -poniendo el énfasis en el concepto de relación (de aplicación), más que de elemento y pertenencia- la esencia de una clase de objetos matemáticos, que se relacionan mediante aplicaciones, los morfismos en la categoría en cuestión. Por ejemplo, la clase de los grupos: en vez de estudiar los objetos individuales (cada grupo) como se vino haciendo, se enfatizan dichos morfismos entre ellos, que no son otra cosa que las aplicaciones que "conservan su estructura". En el ejemplo de los grupos, dichos morfismos son los homomorfismos de grupos. Entonces, una vez que tenemos nuestro "universo categorial" definido -esto es, una categoría- es posible relacionarla con otras categorías mediante funtores, que son cierta generalización del concepto de función para categorías: un funtor asocia a cada objeto de una categoría un objeto de la otra, y a cada aplicación de la primera una aplicación de la segunda. De cierto modo nos lleva de una imagen de la categoría hacia la otra categoría, con ciertos grados de "afinamiento". Ciertas "construcciones naturales", como el grupo fundamental de un espacio topológico, pueden ser expresadas como funtores. Además, dichos funtores están muy a menudo naturalmente relacionados y esto lleva al concepto de transformación natural.
Categorías especiales, como los topos, están sirviendo también como alternativa "generalizadora" y conceptualmente más rica de la teoría de conjuntos como fundamento de las matemáticas.[cita requerida]

## Aproximación de la teoría de clases
Para eliminar los problemas surgidos de las paradojas como la de Russell se planteó el siguiente parche a la Teoría de conjuntos:
- Llamaremos "clase" a una agrupación de objetos.
- Llamaremos "conjunto" a las clases capaces de ser, ellas mismas, objetos de otras clases.
- Llamaremos "clase propia" a las clases incapaces de ser objetos de otra clase.

## Definición de categoría
{\displaystyle {\mathcal {A}}} es una categoría si consta de lo siguiente:
1) Una clase {\displaystyle {\operatorname {ob} (}{\mathcal {A}})}, llamada clase de objetos de {\displaystyle {\mathcal {A}}}.
2) Para todo par de objetos {\displaystyle A,B\in \operatorname {ob} ({\mathcal {A}})}, un conjunto denotado por {\displaystyle \operatorname {hom} _{\mathcal {A}}(A,B)} o {\displaystyle \operatorname {mor} _{\mathcal {A}}(A,B)} (los subíndices pueden omitirse cuando está claro cuál es la categoría a la que se refieren). Los elementos de este conjunto se denominan morfismos de {\displaystyle A} a {\displaystyle B}. Un morfismo {\displaystyle f} de {\displaystyle A} a {\displaystyle B} se escribe también como {\displaystyle f:A\rightarrow B} o también {\displaystyle A{\xrightarrow {\;\;\;\;f\;\;\;\;}}B}.
3) Una operación binaria, denominada composición de morfismos y denotada por {\displaystyle \circ }. Dados tres objetos {\displaystyle A}, {\displaystyle B} y {\displaystyle C} de {\displaystyle {\mathcal {A}}}, la composición define una aplicación {\displaystyle \circ :\operatorname {hom} (B,C)\times \operatorname {hom} (A,B)\to \operatorname {hom} (A,C)}. La composición de un morfismo {\displaystyle g:B\to C} con un morfismo {\displaystyle f:A\to B} se denota {\displaystyle g\circ f} o simplemente {\displaystyle gf}. La operación composición satisface las siguientes propiedades:
a) Asociativa: si {\displaystyle f:A\to B}, {\displaystyle g:B\to C} y {\displaystyle h:C\to D} son morfismos entre objetos {\displaystyle A}, {\displaystyle B}, {\displaystyle C} y {\displaystyle D} de {\displaystyle {\mathcal {A}}}, entonces {\displaystyle h\circ (g\circ f)=(h\circ g)\circ f}.
b) Existencia de identidad: para todo objeto {\displaystyle A} de {\displaystyle {\mathcal {A}}}, existe un morfismo de {\displaystyle A} a sí mismo (es decir, un elemento de {\displaystyle \operatorname {hom} (A,A)}), denotado por {\displaystyle I_{A}} o también {\displaystyle 1_{A}}, y denominado morfismo identidad, y tal que, para morfismos cualesquiera {\displaystyle f:A\to B} y {\displaystyle g:C\to A}, se tiene que {\displaystyle f\circ 1_{A}=f} y que {\displaystyle 1_{A}\circ g=g}.
NotaSi las clases de objetos son solamente conjuntos, se dice que la categoría es "pequeña" (small category). Existen importantes categorías que no lo son.

## Definición de subcategoría
Dadas dos categorías {\displaystyle {\mathcal {A}}} y {\displaystyle {\mathcal {B}}}, diremos que {\displaystyle {\mathcal {B}}} es una subcategoría de {\displaystyle {\mathcal {A}}} si:
i) {\displaystyle \operatorname {ob} ({\mathcal {B}})} es subclase de {\displaystyle {\operatorname {ob} (}{\mathcal {A}}{)}}
ii) {\displaystyle \forall A,B\in \operatorname {ob} ({\mathcal {B}}),}{\displaystyle \;\operatorname {mor} _{\mathcal {B}}(A,B)\subset \operatorname {mor} _{\mathcal {A}}(A,B)}
iii) {\displaystyle \forall A,B,C\in \operatorname {ob} ({\mathcal {B}}),}{\displaystyle \;\forall f\in \operatorname {mor} _{\mathcal {B}}(A,B),}{\displaystyle \;\forall g\in \operatorname {mor} _{\mathcal {B}}(B,C),}
{\displaystyle f\;\circ {}_{\mathcal {B}}\;g=f\;\circ {}_{\mathcal {A}}\;g}
iv) {\displaystyle \forall A\in \operatorname {ob} ({\mathcal {B}}),\;I_{A}^{\mathcal {B}}=I_{A}^{\mathcal {A}}}.
notaSe dice que la subcategoría es llena si {\displaystyle \operatorname {mor} _{\mathcal {B}}(A,B)=\operatorname {mor} _{\mathcal {A}}(A,B)}

## Ejemplos básicos
- La categoría Con o Set, cuyos objetos son los conjuntos y cuyos morfismos son las aplicaciones entre estos.
- La categoría Top, cuyos objetos son los espacios topológicos y cuyos morfismos son las aplicaciones continuas entre estos.
- La categoría Grp, cuyos objetos son los grupos y cuyos morfismos son los homomorfismos entre estos.
- La categoría Gab o Ab, cuyos objetos son los grupos abelianos y cuyos morfismos son los homomorfismos entre estos. Es subcategoría llena de Grp.
- La categoría VecK, cuyos objetos son los espacios vectoriales sobre un cuerpo K y cuyos morfismos son las aplicaciones lineales entre estos.
- La categoría An, cuyos objetos son los anillos y cuyos morfismos son las aplicaciones entre estos.
- La categoría Anc, cuyos objetos son los anillos conmutativos y cuyos morfismos son las aplicaciones entre estos. Es subcategoría llena de An.
- Dado un conjunto parcialmente ordenado, {\displaystyle (P_{}^{},\leq )}, existe una categoría {\displaystyle {{\mathcal {A}}_{P}}} definida del siguiente modo: sus objetos son los elementos de {\displaystyle P}, y entre dos objetos {\displaystyle X} e {\displaystyle Y} existe un único morfismo {\displaystyle (X,Y)} si {\displaystyle X\leq Y}, y ninguno en caso contrario:

{\displaystyle Mor(X,Y)={\begin{cases}{\begin{matrix}\left\{(X,Y)\right\}&{{\text{si }}X\leq Y,}\\\emptyset &{\text{si no.}}\end{matrix}}\end{cases}}}
- Dada una categoría {\displaystyle {\mathcal {A}}}, existe una categoría llamada dual o opuesta, denotada por {\displaystyle {\mathcal {A}}^{\text{op}}} o {\displaystyle {\mathcal {A}}^{\text{o}}}, cuyos objetos son los mismos que los de {\displaystyle {\mathcal {A}}} y, {\displaystyle \forall X,Y\in Ob({\mathcal {A}}),}{\displaystyle \;Mor_{{\mathcal {A}}^{\text{op}}}(X,Y):=Mor_{\mathcal {A}}(Y,X).}
- Dadas dos categorías {\displaystyle {\mathcal {A}}} y {\displaystyle {\mathcal {B}}}, existe la categoría producto {\displaystyle {\mathcal {A}}\times {\mathcal {B}}}, cuyos objetos vienen dados por {\displaystyle Ob({\mathcal {A}}\times {\mathcal {B}}):=\left\{(X,Y)\in Ob({\mathcal {A}})\times Ob({\mathcal {B}})\right\}} y con morfismos {\displaystyle Mor_{{\mathcal {A}}\times {\mathcal {B}}}((X_{1},Y_{1}),(X_{2},Y_{2})):=Mor_{\mathcal {A}}(X_{1},X_{2})\times Mor_{\mathcal {B}}(Y_{1},Y_{2})}.
- La categoría ModR de todos los  módulos por la derecha sobre el  anillo R con unidad, junto con sus homomorfismos de módulos. Análogamente, la categoría de los módulos por la izquierda.
- La categoría Met de todos los espacios métricos junto a las funciones cortas.
- La categoría Uni de todos los espacios uniformes junto a los unimorfismos.
  - La categoría Ord de todos los conjuntos preordenados junto a las funciones crecientes.
- Una categoría monoidal es una categoría con una operación asociativa y un único elemento neutral con ésta operación. Los ejemplos prototípicos son la categoría de conjuntos con la operación: unión disjunta y el conjunto vacío como elemento neutro, y la categoría de espacios vectoriales sobre un cuerpo con el producto tensorial de espacios vectoriales y el mismo cuerpo como el único elemento neutral.
- Un grafo se puede considerar como una categoría pequeña: los objetos serían los vértices del grafo y los morfismos los caminos en el grafo. La composición de morfismos es la concatenación de caminos.
- Si I es un conjunto, la categoría: categoría discreta sobre I es la categoría pequeña que tiene como objetos a los elementos de I y como morfismos únicamente a los morfismos identidad (que hay en toda categoría, como recordaréis).
- La categoría Mag de todos los magmas junto con sus homomorfismos.
  - La categoría Med de todos los magmas mediales junto con sus homomorfismos.
- La cat Mon, de los monoides y sus monoide-morfismos. Usadas en TQFT, álgebras de Frobenius, cobordismo.

## Definiciones para tipos de morfismos
Dada una categoría {\displaystyle {\mathcal {A}}} y objetos {\displaystyle A,B\in Ob({\mathcal {A}})}, diremos que un morfismo {\displaystyle f\in Mor(A,B)} es:
- monomorfismo si {\displaystyle \forall C\in Ob({\mathcal {A}})} y {\displaystyle \forall g,h\in Mor(C,A)} tales que {\displaystyle fg=fh_{}^{},} siempre sucede que o implica que {\displaystyle g=h_{}^{}}.
- epimorfismo si {\displaystyle \forall C\in Ob({\mathcal {A}})} y {\displaystyle \forall g,h\in Mor(B,C)} tales que {\displaystyle gf=hf_{}^{},} siempre sucede que o implica que {\displaystyle g=h_{}^{}}.
- isomorfismo si {\displaystyle \exists g\in Mor(B,A):fg=I_{B}} y {\displaystyle gf=I_{A}^{}}.
- endomorfismo si {\displaystyle A=B_{}^{}.}
- automorfismo si {\displaystyle f_{}^{}} es un isomorfismo y {\displaystyle A=B_{}^{}.}

### Proposición
Dada una categoría {\displaystyle {\mathcal {A}}}, objetos {\displaystyle A,\;B\in Ob({\mathcal {A}}),} y {\displaystyle f\in Mor(A,B),} se cumplen:
- {\displaystyle \forall C\in Ob({\mathcal {A}})} y {\displaystyle \forall g\in Mor(B,C)} tal que {\displaystyle gf_{}^{}} es un monomorfismo, implica que {\displaystyle f_{}^{}} es un monomorfismo.

- {\displaystyle \forall C\in Ob({\mathcal {A}})} y {\displaystyle \forall g\in Mor(C,A)} tal que {\displaystyle fg_{}^{}} es un epimorfismo, implica que {\displaystyle f_{}^{}} es un epimorfismo.

- {\displaystyle \forall f} isomorfismo, implica que es monomorfismo y epimorfismo.

| Demostración |
| Para el primero, ver que {\displaystyle f_{}^{}} es un monomorfismo: Tomando {\displaystyle \forall h_{1},h_{2}\in Mor(C,A)} tales que {\displaystyle fh_{1}=fh_{2}^{}}, entonces también {\displaystyle g(fh_{1})=g(fh_{2}^{})}, por 3)b) de la definición de categoría, tenemos que {\displaystyle (gf)h_{1}=(gf)h_{2}^{}} y como {\displaystyle gf_{}^{}} es monomorfismo, implica que {\displaystyle h_{1}=h_{2}^{}} y tenemos por definición que {\displaystyle f_{}^{}} es un monomorfismo. Lo mismo para el segundo, ver que {\displaystyle f_{}^{}} es epimorfismo: Tomando {\displaystyle \forall h_{1},h_{2}\in Mor(B,C)} tales que {\displaystyle h_{1}f=h_{2}^{}f}, entonces también {\displaystyle (h_{1}f)g=(h_{2}^{}f)g}, por 3)b) de la definición de categoría, tenemos que {\displaystyle h_{1}(fg)=h_{2}^{}(fg)} y como {\displaystyle fg_{}^{}} es un epimorfismo, implica que {\displaystyle h_{1}=h_{2}^{}} y tenemos por definición que {\displaystyle f_{}^{}} es un epimorfismo. Para el tercero, si {\displaystyle \exists g\in Mor(B,A)} tal que {\displaystyle fg=I_{B}^{}} y {\displaystyle gf=I_{A}^{}} Tomando {\displaystyle \forall h_{1},h_{2}\in Mor(B,C)} tales que {\displaystyle fh_{1}=fh_{2}^{}}, entonces también {\displaystyle g(fh_{1})=g(fh_{2}^{})}, por 3)b) de la definición de categoría, tenemos que {\displaystyle (gf)h_{1}=(gf)h_{2}^{}} y como {\displaystyle gf_{}^{}=I_{A}}, implica que {\displaystyle I_{A}h_{1}=I_{A}h_{2}^{}}, implica que {\displaystyle h_{1}=h_{2}^{}}, e implica que {\displaystyle f_{}^{}} es un monomorfismo.. Tomando {\displaystyle \forall h_{1},h_{2}\in Mor(B,C)} tales que {\displaystyle h_{1}f=h_{2}^{}f}, entonces también {\displaystyle (h_{1}f)g=(h_{2}^{}f)g}, por 3)b) de la definición de categoría, tenemos que {\displaystyle h_{1}(fg)=h_{2}^{}(fg)} y como {\displaystyle fg_{}^{}=I_{B}}, implica que {\displaystyle h_{1}I_{B}=h_{2}I_{B}^{}}, implica que {\displaystyle h_{1}=h_{2}^{}}, e implica que {\displaystyle f_{}^{}} es un epimorfismo. |

NotaExisten morfismos que son monomorfismos y epimorfismos que no son isomorfismos.

## Definiciones para tipos de objetos
Dada una categoría {\displaystyle {\mathcal {A}}}, diremos que un objeto {\displaystyle A\in Ob({\mathcal {A}})} es:
- inicial si {\displaystyle \forall B\in Ob({\mathcal {A}}),}{\displaystyle \exists !f\in Mor(A,B).}

- final, si {\displaystyle \forall B\in Ob({\mathcal {A}}),}{\displaystyle \exists !f\in Mor(B,A).}

- nulo, si es inicial y final a la vez.

### Ejemplos
- En la categoría Con, el Conjunto vacío es un objeto inicial, y todo conjunto formado con un único elemento es un objeto final en la categoría de conjuntos.

### Proposición
Dada una categoría {\displaystyle {\mathcal {A}}}, entre sus objetos iniciales/finales hay un único isomorfismo.
| Demostración |
| Dados {\displaystyle A_{}^{}} y {\displaystyle B_{}^{}} objetos iniciales/finales, entonces los siguientes conjuntos de morfismos solo tienen un elemento: {\displaystyle Mor(A,A)=\{I_{A}^{}\}} {\displaystyle Mor(A,B)=\{f_{}^{}\}} {\displaystyle Mor(B,A)=\{g_{}^{}\}} {\displaystyle Mor(B,B)=\{I_{B}^{}\}} como {\displaystyle gf\in Mor(A,A)} entonces {\displaystyle gf=I_{A}^{}} y como {\displaystyle fg\in Mor(B,B)} entonces {\displaystyle fg=I_{B}^{}}, por tanto entre {\displaystyle A_{}^{}} y {\displaystyle B_{}^{}} hay un único isomorfismo. |

## Definición de funtor
Dadas dos categorías {\displaystyle {\mathcal {A}}} y {\displaystyle {\mathcal {B}}}, diremos que {\displaystyle F:{\mathcal {A}}\rightarrow {\mathcal {B}}} es:
- funtor covariante si:

1),{\displaystyle \forall A\in Ob({\mathcal {A}})}, tenemos que {\displaystyle F(A)\in Ob({\mathcal {B}})}.
2),{\displaystyle \forall X,Y\in Ob({\mathcal {A}}),\;\forall f\in Mor_{\mathcal {A}}(X,Y)}, tenemos que {\displaystyle F(f)\in Mor_{\mathcal {B}}(F(X),F(Y))} tal que:
a),{\displaystyle \forall A\in Ob({\mathcal {A}})}, tenemos que {\displaystyle F(I_{A})=I_{F(A)}}.
b), {\displaystyle \forall X,Y,Z\in Ob({\mathcal {A}}),\;\forall f\in Mor_{\mathcal {A}}(X,Y),\;\forall g\in Mor_{\mathcal {A}}(Y,Z)},
{\displaystyle F(g\;{\circ }_{\mathcal {A}}\;f)=F(g)\;{\circ }_{\mathcal {B}}\;F(f)}.
- funtor contravariante si:

1),{\displaystyle \forall A\in Ob({\mathcal {A}})}, tenemos que {\displaystyle F(A)\in Ob({\mathcal {B}})}.
2),{\displaystyle \forall X,Y\in Ob({\mathcal {A}}),\;\forall f\in Mor_{\mathcal {A}}(X,Y)}, tenemos que {\displaystyle F(f)\in Mor_{\mathcal {B}}(F(Y),F(X))} tal que:
a),{\displaystyle \forall A\in Ob({\mathcal {A}})}, tenemos que {\displaystyle F(I_{A})=I_{F(A)}}.
b), {\displaystyle \forall X,Y,Z\in Ob({\mathcal {A}}),\;\forall f\in Mor_{\mathcal {A}}(X,Y),\;\forall g\in Mor_{\mathcal {A}}(Y,Z)},
{\displaystyle F(g\;{\circ }_{\mathcal {A}}\;f)=F(f)\;{\circ }_{\mathcal {B}}\;F(g)}.
NotaDadas tres categorías {\displaystyle {\mathcal {A}},\;{\mathcal {B}},\;{\mathcal {C}}}, y dos funtores covariantes {\displaystyle F:{\mathcal {A}}\rightarrow {\mathcal {B}}} y {\displaystyle G:{\mathcal {B}}\rightarrow {\mathcal {C}}}, la composición es el funtor covariante {\displaystyle GF:{\mathcal {A}}\rightarrow {\mathcal {C}}} tal que:
- , {\displaystyle \forall X\in Ob({\mathcal {A}}),\;GF(X)=G(F(X))}

- , {\displaystyle \forall f\in Mor_{\mathcal {A}},\;GF(f)=G(F(f))}.

### Ejemplos
- Dada una categoría {\displaystyle {\mathcal {A}}}, diremos que es el funtor identidad a {\displaystyle I:{\mathcal {A}}\rightarrow {\mathcal {A}}} si deja todo {\displaystyle {\mathcal {A}}} igual, claramente es un funtor covariante recurriendo a la definición.

- Dadas una categoría {\displaystyle {\mathcal {A}}} y una subcategoría {\displaystyle {\mathcal {B}}} de {\displaystyle {\mathcal {A}}}, diremos que es funtor inclusión {\displaystyle i:{\mathcal {B}}\hookrightarrow {\mathcal {A}}} si deja todo {\displaystyle {\mathcal {B}}} igual, claramente es funtor covariante recurriendo a la definición.

## Definiciones para tipos de funtores
Dadas dos categorías {\displaystyle {\mathcal {A}}} y {\displaystyle {\mathcal {B}}}, diremos que un funtor covariante {\displaystyle F:{\mathcal {A}}\rightarrow {\mathcal {B}}} es:
- pleno si, {\displaystyle \forall X,Y\in Ob({\mathcal {A}}),\;F_{|Mor(X,Y)}} es exhaustivo.

- fiel si, {\displaystyle \forall X,Y\in Ob({\mathcal {A}}),\;F_{|Mor(X,Y)}} es inyectivo.

- plenamente fiel si, {\displaystyle \forall X,Y\in Ob({\mathcal {A}}),\;F_{|Mor(X,Y)}} es biyectivo.

- denso si, {\displaystyle \forall B\in Ob({\mathcal {B}}),\;\exists A\in Ob({\mathcal {A}}):B} es isomorfo a {\displaystyle F(A)_{}^{}}.

Dado un funtor covariante {\displaystyle F:{\mathcal {A}}\rightarrow {\mathcal {B}}}, diremos que es un isomorfismo de categorías, si {\displaystyle \exists G:{\mathcal {B}}\rightarrow {\mathcal {A}}\;:\;GF=I_{\mathcal {A}}} y {\displaystyle FG=I_{\mathcal {B}}}.

## Definición de transformación natural
Dadas dos categorías {\displaystyle {\mathcal {A}}}, {\displaystyle {\mathcal {B}}}, y dos funtores covariantes {\displaystyle F:{\mathcal {A}}\rightarrow {\mathcal {B}}} y {\displaystyle G:{\mathcal {A}}\rightarrow {\mathcal {B}}}, hay una transformación natural {\displaystyle \tau _{}^{}} entre {\displaystyle F_{}^{}} y {\displaystyle G_{}^{}} si tiene:
- , {\displaystyle \forall X\in Ob({\mathcal {A}})}, un morfismo {\displaystyle \tau _{X}:F(X)\rightarrow G(X)}

- , {\displaystyle \forall f\in Mor_{\mathcal {A}}(X,Y),\;G(f)\tau _{X}=\tau _{Y}F(f)}, es decir, el siguiente diagrama es conmutativo:

{\displaystyle {\begin{matrix}\;\;\;\;\;\;\;\;F(X)&{\xrightarrow {\;\;\;\;\tau _{X}\;\;\;\;}}&G(X)\;\;\;\;\;\;\;\;\\F(f)\downarrow &&\downarrow G(f)\\\;\;\;\;\;\;\;\;F(Y)&{\xrightarrow {\;\;\;\;\tau _{Y}\;\;\;\;}}&G(Y)\;\;\;\;\;\;\;\;\end{matrix}}}
Diremos que un morfismo {\displaystyle \tau _{}^{}} es una equivalencia si {\displaystyle \forall X\in Ob(A),\;\tau _{A}} es un isomorfismo.
Diremos que un funtor {\displaystyle F_{}^{}:{\mathcal {A}}\rightarrow {\mathcal {B}}} es una equivalencia si existe un funtor {\displaystyle G_{}^{}:{\mathcal {B}}\rightarrow {\mathcal {A}}} tal que {\displaystyle GF=I_{\mathcal {A}}} y {\displaystyle FG=I_{\mathcal {B}}}, donde diremos que las dos categorías son equivalentes.

### Ejemplos
Espacio vectorial dual: un ejemplo de un funtor contravariante desde la categoría de todos los espacios vectoriales reales a la categoría  de todos los espacios vectoriales reales está dado por la asignación a cada objeto (cada espacio vectorial real) un objeto llamado espacio dual y a cada morfismo (esto es, a cada aplicación lineal), su dual o traspuesta.
Álgebra de las funciones continuas: un funtor contravariante desde la categoría de los espacios topológicos (cuyos morfismos son las aplicaciones continuas) a la categoría de las álgebras asociativas reales, es dado asignando a cada espacio topológicoX el álgebra C(X) de todas las funciones reales continuas sobre tal espacio. Cada aplicación continua f : X → Y (morfismo en la categoría de espacios topológicos) induce un homomorfismo de álgebras C(f) : C(Y) → C(X) mediante la regla C(f)(φ) = φ o f para todo φ en C(Y).
Homomorfismo de grupos: a cada par A, B de grupos abelianos se puede asignar el grupo abeliano Hom(A,B) que consiste en todos homomorfismos de grupos desde A a B. Esto es un funtor que es contravariante en el primer argumento  y covariante en el segundo, esto es, es un funtor Abop x Ab → Ab (donde Ab denota la categoría de los grupos abelianos con los homomorfismos de grupos). Si f : A1 → A2 and g : B1 → B2 son morfismos en Ab, entonces se tiene este homomorfismo Hom(f,g) : Hom(A2,B1) → Hom(A1,B2) dado por φ |→ g o φ o f.
Funtores 'Olvido', o 'Forgetful': el funtor F : Ring → Ab que aplica un  anillo hacia su grupo subyacente abeliano es un funtor que olvida ("forgetful"), que nos crea una imagen de algo más "rico" en un objeto más pobre, con menos estructura. Los morfismos en la categoría de Anillos (homomorfismos de anillos) se convierten en morfismos en Ab (la categoría de grupos abelianos y sus homomorfismos).
Productos tensoriales: Si C denota la categoría de los espacios vectoriales sobre un cuerpo fijado, con las aplicaciones lineales como morfismos, entonces el producto tensorial V [símbolo] W define un funtor C × C → C que es covariante en ambos argumentos.
Álgebras de Lie: A cada  grupo de Lie real o complejo se le asigna su real (o compleja) Álgebra de Lie, con lo que se define un funtor.
Grupo fundamental: Considera la categoría de los espacios topológicos con "puntos base", con "puntos distinguidos". Los objetos son los pares (X,x), donde X es un espacio topológico y x es un elemento de X. Un morfismo desde  (X,x) hacia (Y,y) viene dado por una  aplicación continua f : X → Y tal que f(x) = y.
Para cada espacio topológico con punto base (X,x), definiremos un grupo fundamental. El cual va a ser un funtor desde la categoría de los espacios topológicos con puntos base hacia la categoría de los grupos.
Sea f una función continua desde el intervalo unidad [0,1] hacia X tal que f(0) = f(1) = x. (Esto es equivalente a que, f sea una aplicación continua desde el círculo unidad en el plano complejo tal que f(1) = x.) Llamamos a tal función un lazo en X. Si  f y g son lazos en X, podemos pegarlos uno a continuación del otro definiendo h(t) = f(2t) cuando t recorra [0,0.5] y h(t) = g(2(t - 0.5)) cuando t recorra [0.5,1]. Es fácil comprobar que este h también es un lazo. Si existe una aplicación continua F(x,t) desde [0,1] × [0,1] a X tal que f(t) = F(0,t) es un lazo y g(t) = F(1,t) es también un lazo entonces se dice que f y g son equivalentes. Se puede probar que esto define una relación de equivalencia. Nuestra regla de composición asegura que todo vaya bien. Ahora, además, podemos ver que se tiene un elemento neutro e(t) = x (una aplicación constante) y que cada lazo tiene un lazo inverso. De hecho, si f(t) es un lazo entonces f(1 - t) es su inverso. El conjunto de clases de equivalencia de lazos forma entonces un grupo (el grupo fundamental de X). Se puede comprobar que la aplicación desde la categoría de espacios topológicos con punto base a la categoría de grupos es funtorial: un (homo/iso)morfismo topológico se hará corresponder naturalmente a un (homo/iso)morfismo de grupos.
Teoría de haces: prehaces. Si X es un espacio topológico, entonces los conjuntos abiertos en X pueden ser considerados como los objetos de una categoría CX; existiendo un morfismo de U a V si y sólo si U es un subconjunto de V. En sí misma, esta categoría no es muy excitante, pero los funtores desde CXop hacia otras categorías, llamados pre-haces sobre X, son interesantes. Por ejemplo, asignando a cada conjunto abierto U el álgebra asociativa de las funciones reales sobre U, se obtiene un pre-haz de álgebras sobre X.
Este ejemplo de motivación se generaliza mediante la consideración de pre-haces sobre categorías arbitrarias: un pre-haz sobre C es un funtor definido sobre Cop. El Lema de Yoneda da cuenta de que a menudo una categoría C puede extenderse mediante la consideración de la categoría de pre-haces sobre C.
La Categoría de las categorías pequeñas: La categoría Cat posee como objetos a todas las categorías pequeñas, y como morfismos a los funtores entre ellas.

## Construcciones universales
Los funtores son a menudo definidos por medio de propiedades universales; como ejemplos tenemos los productos tensoriales de arriba, la suma directa y el producto directo de grupos o de espacios vectoriales, la construcción de los grupos libres módulos, y límites directos e inversos. Los conceptos de límite y colímite generalizan múltiples conceptos.
Las construcciones universales a menudo dan lugar a pares de funtores adjuntos.

### Producto
Dada una categoría {\displaystyle {\mathcal {A}}} y una familia de objetos {\displaystyle \{A_{i}\}_{i\in I}}, llamaremos producto de {\displaystyle \{A_{i}\}_{i\in I}} al par {\displaystyle (A,\{\pi _{i}\}_{i\in I})} donde {\displaystyle A\in Ob({\mathcal {A}})} y {\displaystyle \{\pi _{i}\}_{i\in I}} es una familia de morfismos donde {\displaystyle \pi _{i}:A\to A_{i}\;\forall i\in I}, y tal que satisface la condición de que para cada familia {\displaystyle \{f_{i}\}_{i\in I}}, donde {\displaystyle f_{i}:X\to A_{i}\;\forall i\in I}, existe un único morfismo {\displaystyle F:X\to A} tal que {\displaystyle \pi _{i}F=f_{i},\;\forall i\in I.}
El producto se denota por {\displaystyle \prod _{i\in I}A_{i}=A} y en particular también {\displaystyle A_{1}\times \dots \times A_{n}=A} si {\displaystyle I=\{1,\;\dots ,n\}.}

### Coproducto
Dada una categoría {\displaystyle {\mathcal {A}}} y una familia de objetos {\displaystyle \{A_{i}\}_{i\in I}}, llamaremos coproducto de {\displaystyle \{A_{i}\}_{i\in I}} al par {\displaystyle (A,\{\sigma _{i}\}_{i\in I})} donde {\displaystyle A\in Ob({\mathcal {A}})} y {\displaystyle \{\sigma _{i}\}_{i\in I}} es una familia de morfismos donde {\displaystyle \sigma _{i}:A_{i}\to A\;\forall i\in I}, y tal que satisface la condición de que para cada familia {\displaystyle \{f_{i}\}_{i\in I}}, donde {\displaystyle f_{i}:A_{i}\to X\;\forall i\in I}, existe un único morfismo {\displaystyle F:A\to X} tal que {\displaystyle F\sigma _{i}=f_{i},\;\forall i\in I.}
El coproducto se denota por {\displaystyle \coprod _{i\in I}A_{i}=A.}
- Ejemplo de construcción universal: Extensión de Kan.

## Otros conceptos y resultados
Las definiciones de categorías y funtores nos proveen sólo de la base inicial del álgebra categorial. Los tópicos listados abajo son muy importantes. Aunque hay fuertes interrelaciones entre todos ellos, el orden en que los damos puede ser considerado una guía para posteriores lecturas.
- transformación natural: Mientras los funtores dan un camino para pasar, imprimir una categoría en otra, las transformaciones naturales nos proveen de una relación similar entre funtores.
- El Lema de Yoneda es uno de los resultados más famosos de la teoría de categorías.
- Límites y colímites: Para introducir ciertas construcciones como los productos (de conjuntos, de topologías, de órdenes parciales, ...), en la teoría, los límites y los colímites son de ayuda.
- funtores adjuntos: Un funtor puede ser el adjunto por la izquierda (o por la derecha) de otro funtor que vaya en la dirección opuesta. Sin embargo, cuando los comparamos con las relaciones clásicas de las aplicaciones que preservan las estructuras (inversas...), el concepto de adjunción de funtores aparenta ser bastante abstracto y general. Es de gran utilidad aún y tiene relación con muchos otros conceptos importantes, como ocurre en la construcción de límites.
- equivalencia de categorías: Para obtener un criterio adecuado para discernir si dos categorías pueden o no ser consideradas similares, es necesario encontrar una noción más general que el concepto clásico de isomorfismo. Las equivalencias de categorías están muy relacionadas con dualidad de categorías.
- diagramas conmutativos: Ya que la teoría de categorías trata usualmente con objetos y flechas es conveniente expresar las identidades mediante diagramas.